# Ekonomska fakulteta v Subotici
Ekonomska fakulteta (izvirno srbsko Ekonomski fakultet u Subotici), s sedežem v Subotici, je fakulteta, ki je članica Univerze v Novem Sadu.
Trenutni dekan je Aleksandar Grubor. 